# Taiwan Mobile
Taiwan Mobile (kinesisk: 台湾大哥大; pinyin: Táiwān Dà Gē Dà) (TWSE: 3045 ) er Taiwans største mobiltelefonivirksomhed. Koncernen har hovedsæde i Taipei.